# Malstock

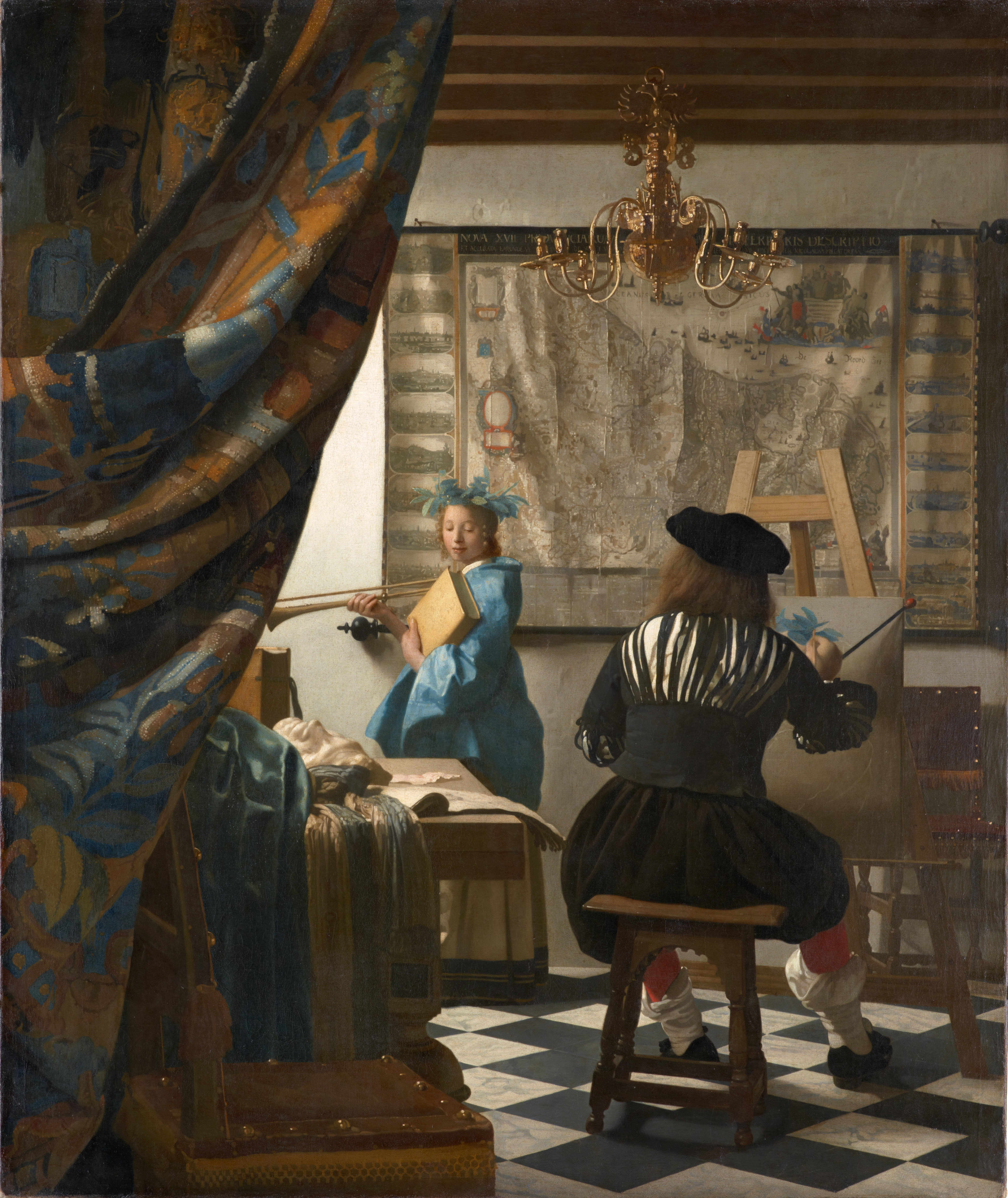
Jan Vermeer: Die Allegorie der Malerei. Der Maler benutzt einen Malstock bei der Erstellung seines Gemäldes

Der Malstock, Malstab oder Ruhestab ist ein Werkzeug, das in der klassischen Malerei von Künstlern vor allem bei der Fertigung von Gemälden genutzt wurde. Es handelt sich hierbei um einen langen Stab mit einem Holzschaft und einem stoff- oder lederumwickelten Ende, das auf den Rand oder Rahmen eines Bildes aufgelegt werden kann. Auf den Stock konnte der Maler dann seine pinselführende Hand abstützen, wenn er besonders feine Konturen malen wollte und dafür eine besonders ruhige Hand benötigte.
In Gemälden des 16. bis 19. Jahrhunderts wird der Malstock sehr häufig in Malerporträts, vor allem in Selbstporträts, Porträts von Künstlerkollegen sowie in Atelierszenen dargestellt. Neben der Palette, der Staffelei und dem Pinsel ist der Malstock entsprechend eines der wichtigsten Erkennungszeichen für die Darstellung eines Malers aus dieser Zeit.